# Kupinovac (Serbia)
Kupinovac (cyr. Купиновац) – wieś w Serbii, w okręgu pomorawskim, w gminie Svilajnac. W 2011 roku liczyła 327 mieszkańców.